# Frans Maas (architecte naval)
Pour les articles homonymes, voir Frans Maas.
François Leendert Maas, dit Frans Maas, né à Breskens le 25 juillet 1937 et mort en mer au large d’Ostende le 1er juillet 2017, est un architecte naval néerlandais, spécialisé dans les voiliers de plaisance. 

## Carrière
La carrière de Frans Maas a débuté en 1953 à Breskens, dans le chantier naval de son père. Elle s’est poursuivie dans les métiers d’ingénieur et de consultant dans le domaine de la construction de bateaux de plaisance. Ses dessins seront utilisés par de nombreux chantiers, aux Pays-Bas comme à l’étranger.  
Sa connaissance des navires et des voiles lui a permis de dessiner de nombreux types de voiliers.  

### C-Yacht
Il a notamment travaillé pour le chantier Zaadnoordijk Yachtbuilders, aussi connu sous le nom de C-Yacht. Il y a notamment conçu les voiliers des séries suivantes : 
- Compromis 777
- Compromis 888
- Compromis 999
- C-Yacht 11.30DS
- C-Yacht 10.40
- C-Yacht 10.50
- C-Yacht 11.00
- C-Yacht 11.30ds
- C-Yacht 11.50
- C-Yacht 12.50

### Standfast
Toutefois, le chantier auquel il reste le plus lié dans le monde de la construction navale néerlandaise est le chantier Standfast Yachts de Breskens. Il y a conçu diverses séries de voiliers, dont : 
- Standfast 27, ou Loper
- Standfast 30 (construit par Everse, à Yerseke )
- Standfast 33
- Standfast 36
- Standfast 40
- Standfast 43
- Standfast 64

Il est également l’auteur de l’Everson 33, voilier basé sur le Standfast 30 construit par Everse dans les années 1990. 

## Décès
Le 1er juillet 2017, le voilier sur lequel se trouve Frans Maas chavire au large d’Ostende, probablement à la suite d'une rupture soudaine de la quille. Le naufrage ne sera signalé que six heures plus tard, lorsque trois des six personnes présentes à bord seront retrouvées et secourues. Les corps de Frans Maas et d’une des équipières du bord seront retrouvés et récupérés assez rapidement par la suite, ; le corps du dernier équipier n’étant retrouvé que deux semaines plus tard par des pêcheurs. 